# BMW R 850 R
La R 850 R est un modèle de moto du constructeur bavarois BMW.
La cylindrée de 848 cm3 est obtenue par diminution de l'alésage de 99 mm (valeur pour la R 1100 R) à 87,5 mm.
La R 850 R est un roadster de la gamme.